# Barjouville
Barjouville est une commune française située dans le département d'Eure-et-Loir de la région Centre-Val de Loire.

## Géographie

### Situation
La ville de Barjouville se situe au sud de l'agglomération de Chartres.

Situation géographique
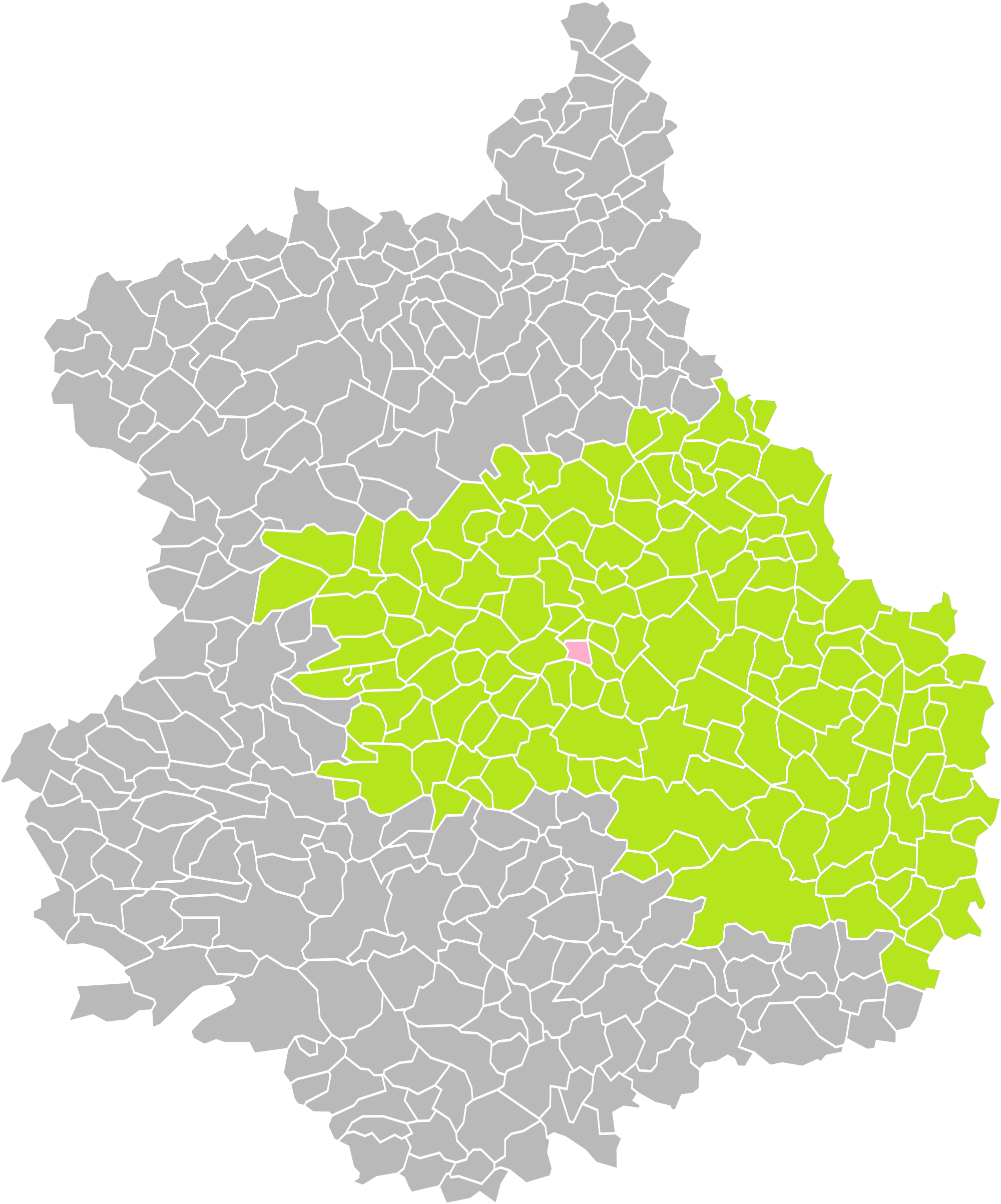
Barjouville dans son arrondissement.
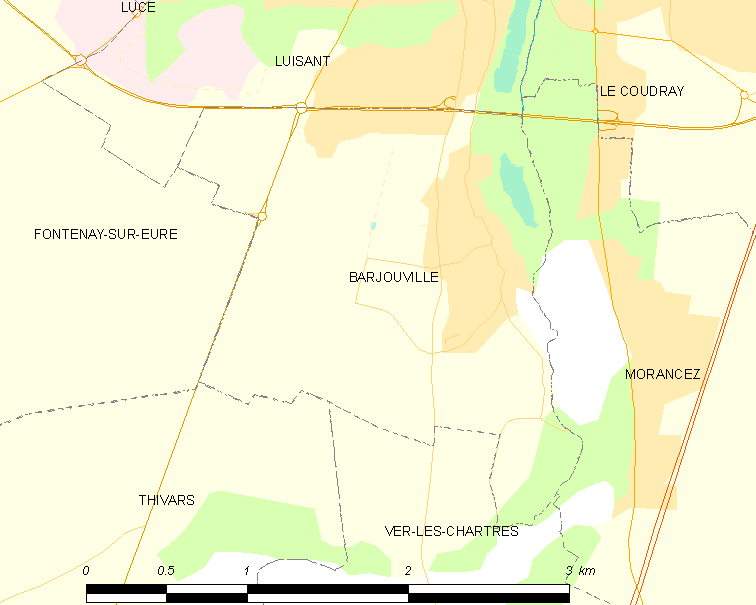
Carte de la commune de Barjouville.

### Communes limitrophes
| Luisant           | Luisant          | Le Coudray |
| Fontenay-sur-Eure | Barjouville      | Morancez   |
| Thivars           | Ver-lès-Chartres | Morancez   |

### Hydrographie
Provenant du sud par Ver-lès-Chartres, la rivière l'Eure, affluent en rive gauche du fleuve la Seine, borde la ville de Barjouville à l'est, avant de couler vers le nord entre Luisant et le Coudray.

### Transports et voies de communication

#### Transports en commun
Barjouville est desservie par la ligne  1  du réseau de bus urbain Filibus.

### Climat
Pour des articles plus généraux, voir Climat du Centre-Val de Loire et Climat d'Eure-et-Loir.
En 2010, le climat de la commune est de type climat océanique dégradé des plaines du Centre et du Nord, selon une étude du CNRS s'appuyant sur une série de données couvrant la période 1971-2000. En 2020, Météo-France publie une typologie des climats de la France métropolitaine dans laquelle la commune est exposée à un climat océanique altéré et est dans la région climatique  Sud-ouest du bassin Parisien, caractérisée par une faible pluviométrie, notamment au printemps (120 à 150 mm) et un hiver froid (3,5 °C). 
Pour la période 1971-2000, la température annuelle moyenne est de 10,5 °C, avec une amplitude thermique annuelle de 14,6 °C. Le cumul annuel moyen de précipitations est de 610 mm, avec 9,9 jours de précipitations en janvier et 7,6 jours en juillet. Pour la période 1991-2020, la température moyenne annuelle observée sur la station météorologique de Météo-France la plus proche, « Chartres », sur la commune de Champhol à 7 km à vol d'oiseau, est de 11,4 °C et le cumul annuel moyen de précipitations est de 606,1 mm,. Pour l'avenir, les paramètres climatiques de la commune estimés pour 2050 selon différents scénarios d'émission de gaz à effet de serre sont consultables sur un site dédié publié par Météo-France en novembre 2022.

## Urbanisme

### Typologie
Au 1er janvier 2024, Barjouville est catégorisée ceinture urbaine, selon la nouvelle grille communale de densité à 7 niveaux définie par l'Insee en 2022.
Elle appartient à l'unité urbaine de Chartres, une agglomération intra-départementale dont elle est une commune de la banlieue,. Par ailleurs la commune fait partie de l'aire d'attraction de Chartres, dont elle est une commune de la couronne,. Cette aire, qui regroupe 117 communes, est catégorisée dans les aires de 50 000 à moins de 200 000 habitants,.

### Occupation des sols
L'occupation des sols de la commune, telle qu'elle ressort de la base de données européenne d’occupation biophysique des sols Corine Land Cover (CLC), est marquée par l'importance des territoires agricoles (62,9 % en 2018), en diminution par rapport à 1990 (72,6 %). La répartition détaillée en 2018 est la suivante : 
terres arables (60,8 %), zones urbanisées (24,3 %), espaces verts artificialisés, non agricoles (8 %), forêts (4,7 %), prairies (2,1 %), zones industrielles ou commerciales et réseaux de communication (0,1 %). L'évolution de l’occupation des sols de la commune et de ses infrastructures peut être observée sur les différentes représentations cartographiques du territoire : la carte de Cassini (XVIIIe siècle), la carte d'état-major (1820-1866) et les cartes ou photos aériennes de l'IGN pour la période actuelle (1950 à aujourd'hui).

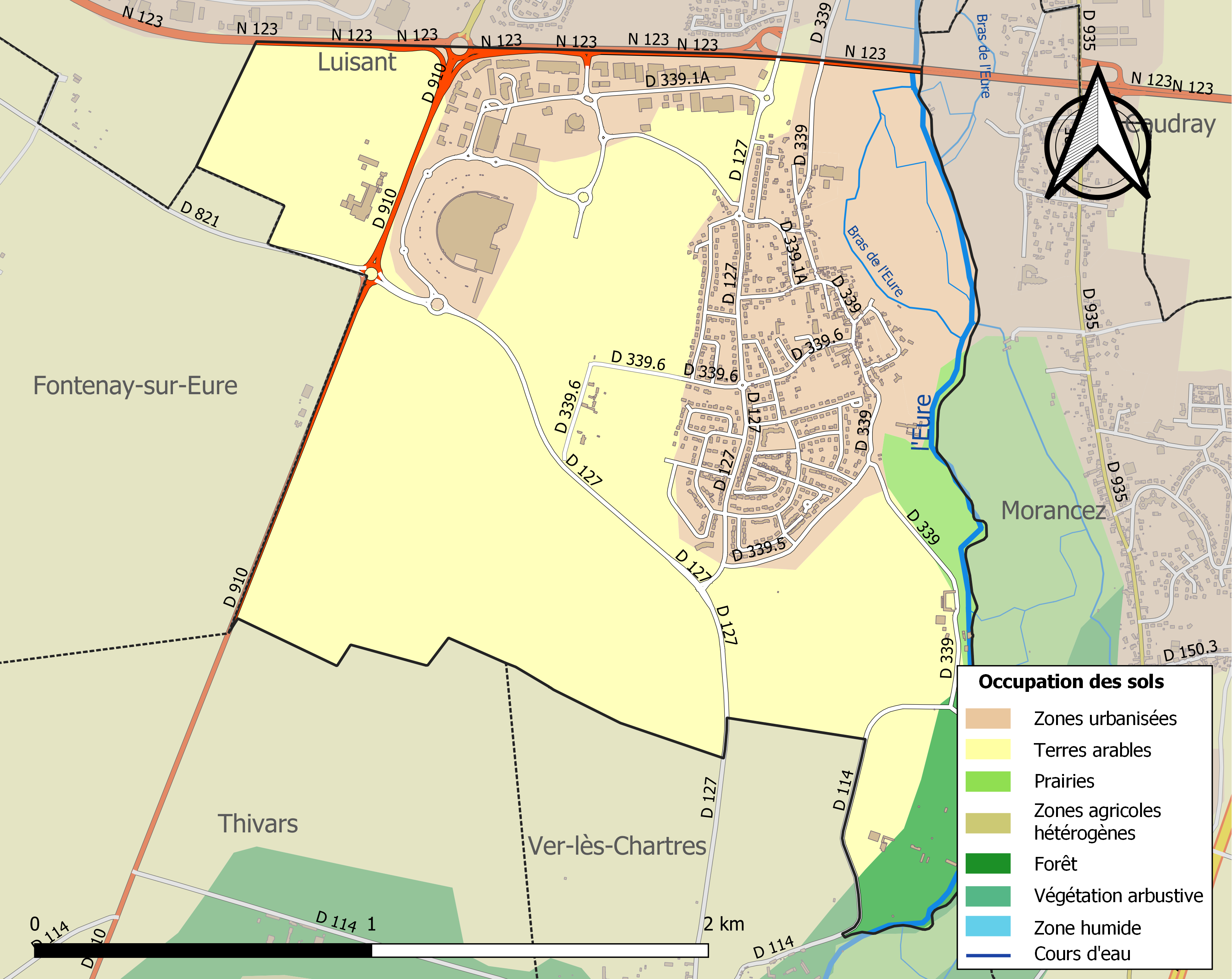
Carte des infrastructures et de l'occupation des sols de la commune en 2018 (CLC).

### Risques majeurs
Le territoire de la commune de Barjouville est vulnérable à différents aléas naturels : météorologiques (tempête, orage, neige, grand froid, canicule ou sécheresse), inondationset séisme (sismicité très faible). Il est également exposé à un risque technologique, le transport de matières dangereuses. Un site publié par le BRGM permet d'évaluer simplement et rapidement les risques d'un bien localisé soit par son adresse soit par le numéro de sa parcelle.

#### Risques naturels
Certaines parties du territoire communal sont susceptibles d’être affectées par le risque d’inondation par débordement de cours d'eau, notamment l'Eure. La commune a été reconnue en état de catastrophe naturelle au titre des dommages causés par les inondations et coulées de boue survenues en 1995 et 1999,.

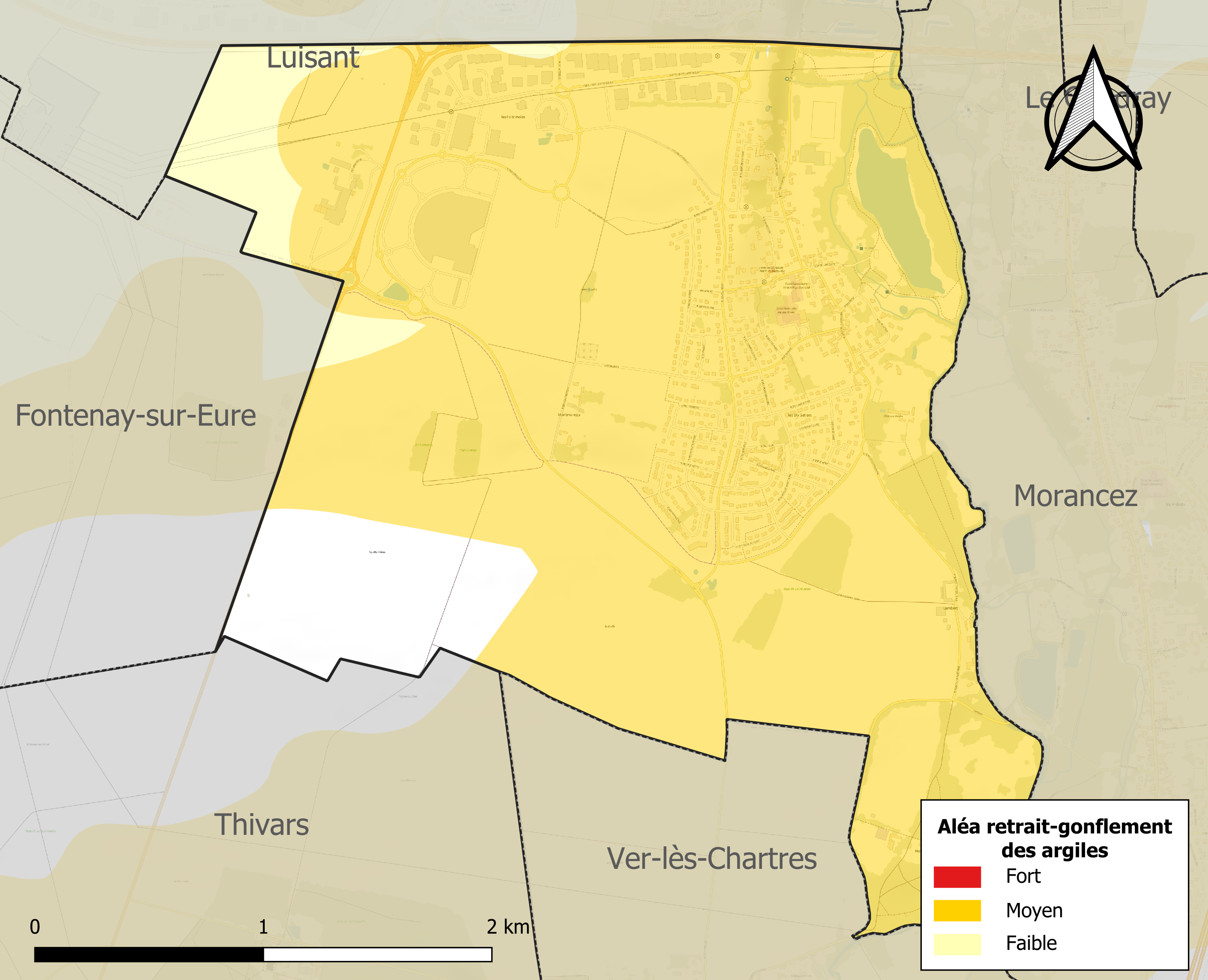
Carte des zones d'aléa retrait-gonflement des sols argileux de Barjouville.

Le retrait-gonflement des sols argileux est susceptible d'engendrer des dommages importants aux bâtiments en cas d’alternance de périodes de sécheresse et de pluie. 87,5 % de la superficie communale est en aléa moyen ou fort (52,8 % au niveau départemental et 48,5 % au niveau national). Sur les 626 bâtiments dénombrés sur la commune en 2019, 626 sont en aléa moyen ou fort, soit 100 %, à comparer aux 70 % au niveau départemental et 54 % au niveau national. Une cartographie de l'exposition du territoire national au retrait gonflement des sols argileux est disponible sur le site du BRGM,.
Concernant les mouvements de terrains, la commune a été reconnue en état de catastrophe naturelle au titre des dommages causés par la sécheresse en 2018 et par des mouvements de terrain en 1999.

#### Risques technologiques
Le risque de transport de matières dangereuses sur la commune est lié à sa traversée par des infrastructures routières ou ferroviaires importantes ou la présence d'une canalisation de transport d'hydrocarbures. Un accident se produisant sur de telles infrastructures est en effet susceptible d’avoir des effets graves au bâti ou aux personnes jusqu’à 350 m, selon la nature du matériau transporté. Des dispositions d’urbanisme peuvent être préconisées en conséquence.

## Toponymie
Barjouville était appelé Berjonville au XVIIIe siècle puis, en l'an 1801, devint Barjouville.

## Politique et administration

### Liste des maires
| Période                                  | Période  | Identité                         | Étiquette | Qualité                        |
| ---------------------------------------- | -------- | -------------------------------- | --------- | ------------------------------ |
| Les données manquantes sont à compléter. |          |                                  |           |                                |
| 1835                                     | 1855     | Pierre Noël Baroche              |           | Meunier du moulin de Lambert   |
| 1855                                     | 1865     | Jacques René Breton              |           | Marchand de bestiaux à Lambert |
| 1865                                     | 1874     | Frédéric Billard de Saint-Laumer |           |                                |
| 1874                                     | 1918     | Raoul de Saint-Laumer            |           |                                |
| 1919                                     | 1946     | Marie Agricol Henry Jacques      |           |                                |
| 1946                                     | 1965     | Arthur Pineau                    |           | Cultivateur                    |
| 1965                                     | 1971     | Jean Pailleau                    |           | Expert comptable               |
| 1971                                     | 2006     | André Ouaggini                   |           | Proviseur                      |
| 2006                                     | 2014     | Alain Toutay                     |           |                                |
| 2014                                     | 2020     | Jean-François Lelarge            | SE        | Géomètre                       |
| 2020                                     | En cours | Benoît Delatouche                |           | Cadre                          |

### Politique environnementale
La prairie de Barjouville, arrosée par l'Eure et un bel étang, fait l'objet d'un entretien différencié où les tontes ne sont réalisées que pour l'agrément des visiteurs et de façon très parcimonieuse.
La commune développe en particulier une politique soutenue de fleurissement, ce qui lui a permis d'être labellisée « Villes et villages fleuris » et d'obtenir en octobre 2021 une deuxième fleur.

## Population et société

### Démographie
L'évolution du nombre d'habitants est connue à travers les recensements de la population effectués dans la commune depuis 1793. Pour les communes de moins de 10 000 habitants, une enquête de recensement portant sur toute la population est réalisée tous les cinq ans, les populations de référence des années intermédiaires étant quant à elles estimées par interpolation ou extrapolation. Pour la commune, le premier recensement exhaustif entrant dans le cadre du nouveau dispositif a été réalisé en 2007.

En 2022, la commune comptait 1 755 habitants, en évolution de +1,86 % par rapport à 2016 (Eure-et-Loir : −0,23 %, France hors Mayotte : +2,11 %).
| 1793 | 1800 | 1806 | 1821 | 1831 | 1836 | 1841 | 1846 | 1851 |
| ---- | ---- | ---- | ---- | ---- | ---- | ---- | ---- | ---- |
| 170  | 178  | 181  | 183  | 227  | 227  | 226  | 235  | 246  |

| 1856 | 1861 | 1866 | 1872 | 1876 | 1881 | 1886 | 1891 | 1896 |
| ---- | ---- | ---- | ---- | ---- | ---- | ---- | ---- | ---- |
| 234  | 239  | 237  | 221  | 245  | 243  | 261  | 251  | 242  |

| 1901 | 1906 | 1911 | 1921 | 1926 | 1931 | 1936 | 1946 | 1954 |
| ---- | ---- | ---- | ---- | ---- | ---- | ---- | ---- | ---- |
| 229  | 200  | 180  | 190  | 194  | 203  | 206  | 247  | 234  |

| 1962 | 1968 | 1975 | 1982 | 1990  | 1999  | 2006  | 2007  | 2012  |
| ---- | ---- | ---- | ---- | ----- | ----- | ----- | ----- | ----- |
| 240  | 354  | 697  | 975  | 1 306 | 1 393 | 1 585 | 1 612 | 1 660 |

| 2017  | 2022  | - | - | - | - | - | - | - |
| ----- | ----- | - | - | - | - | - | - | - |
| 1 712 | 1 755 | - | - | - | - | - | - | - |

### Enseignement
Le 23 juin 2009, les écoles ont  été baptisées du nom de l'aventurier Nicolas Vanier (école maternelle) et de celui du photographe Yann Arthus-Bertrand (école élémentaire).

### Sports

#### Infrastructures sportives

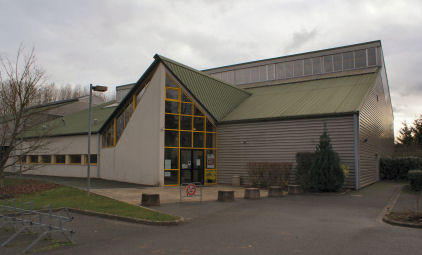
Gymnase de Barjouville.

- Gymnase municipal, rue du Fort-Mahon.

#### Bowling
Le bowling de Barjouville se situe 17 rue des Pierres Missigault (dans la Zone Commerciale).

#### Associations sportives

##### Football
L'Entente Barjouville/Le Coudray/Morancez est née en 2009 de la fusion de trois clubs : L'US Le Coudray, le Barjouville SCL et le FC Morancez. Le club a de nombreux effectifs en jeunes. Les différentes équipes du club évoluent sur trois différents stades : le stade Noel-Ballay de Morancez ainsi que les stades municipaux du Coudray et de Barjouville. L'équipe senior évolue aujourd'hui en 4e division de district, tandis que le palmarès récent chez les jeunes compte un titre de champion de U18 Brassage en 2015, ainsi qu'un titre de champion de 1re division U15 en 2016, et une place en finale régionale U13 à Châteauroux en 2011.

##### Basketball
- B.S.C.L., le club de Barjouville voit le jour en 1977 grâce à son créateur, M. Jean Lefevre. Le club est alors composé de 12 filles et garçons. En 2008-2009, l'équipe senior évolue au niveau régional 3 et décroche la montée au niveau supérieur à l'issue de la saison. Lors de cette même saison, l'équipe 2 parvient à se hisser en demi-finale de la coupe du comité[23].
- L'équipe senior monte en national 3 à l'issue de la saison 2013-2014 et y restera 2 ans, puis redescendra finalement après la saison 2015-2016
- L'équipe senior féminine montera elle en pré-national pour la saison 2016-2017

##### Divers
- B.S.C.L. : tennis, tennis de table, badminton, dance moderne jazz

## Culture locale et patrimoine

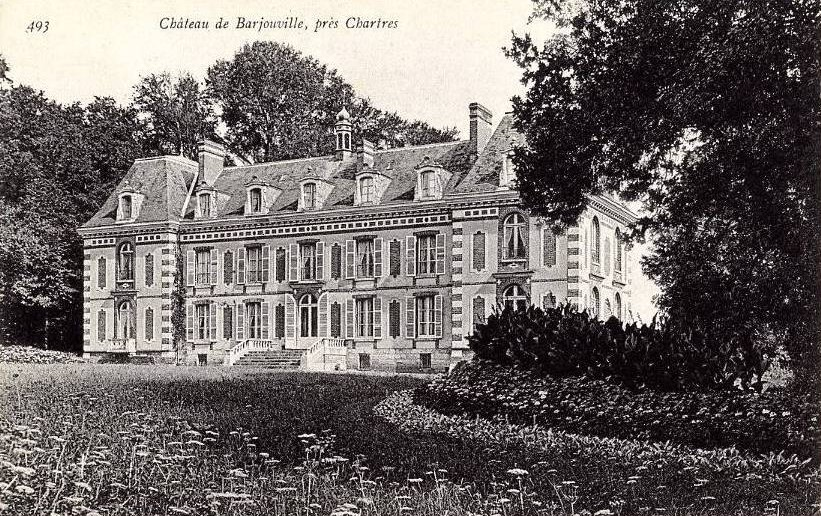
Château de Barjouville.

### Lieux et monuments

#### Château de Barjouville
Inscrit MH (1994).

L'échauguette de la prestrière de Moineaux fait l’objet d’une inscription au titre des monuments historiques depuis le 27 juin 1994.

#### Église Saint-Jacques
Une première chapelle, constituant probablement aujourd'hui le chœur, est complétée au XIIIe siècle par la nef.
Les 3 vitraux du mur du chevet datent de 1873 et sont l’œuvre des ateliers Lorin de Chartres, dirigés à cette date par leur fondateur Nicolas Lorin. Au centre se trouve Jésus, à droite saint Jacques et à gauche saint Laumer.
Sur le mur sud du chœur, un vitrail inclut des fragments du XVIe siècle, représentant saint Nicolas et peut-être saint Christophe.

#### Bords de l'Eure
La rive droite de l'Eure est bordée par un groupe de cyprès chauves remarquables.

Lieux et monuments
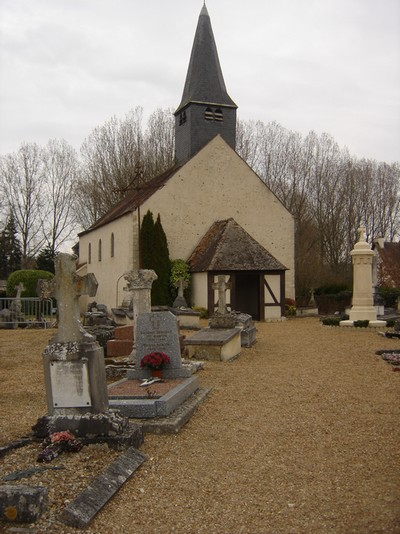
Église Saint-Jacques.
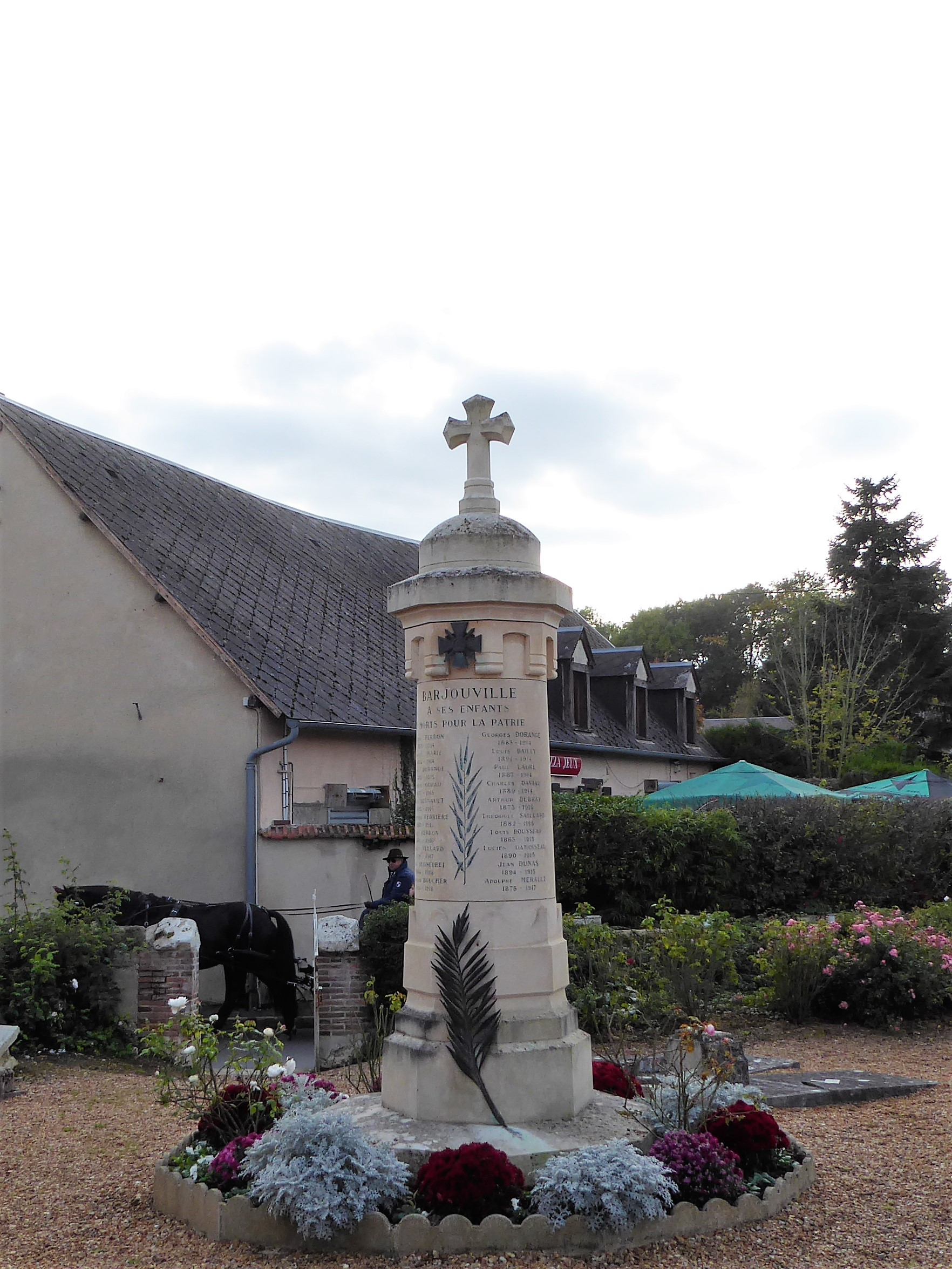
Monument aux morts.
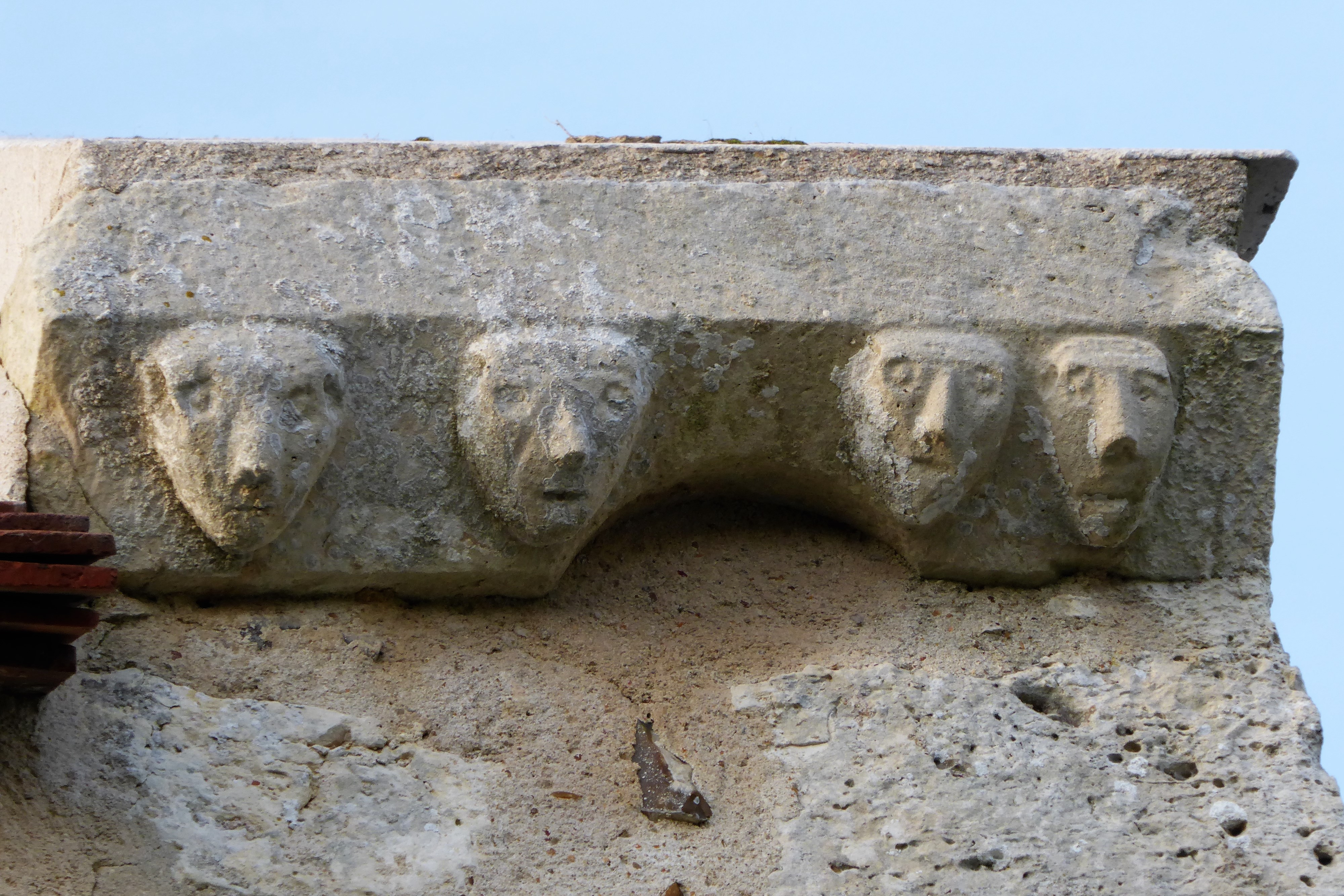
Modillons sculptés de grotesques, XIIIe siècle.
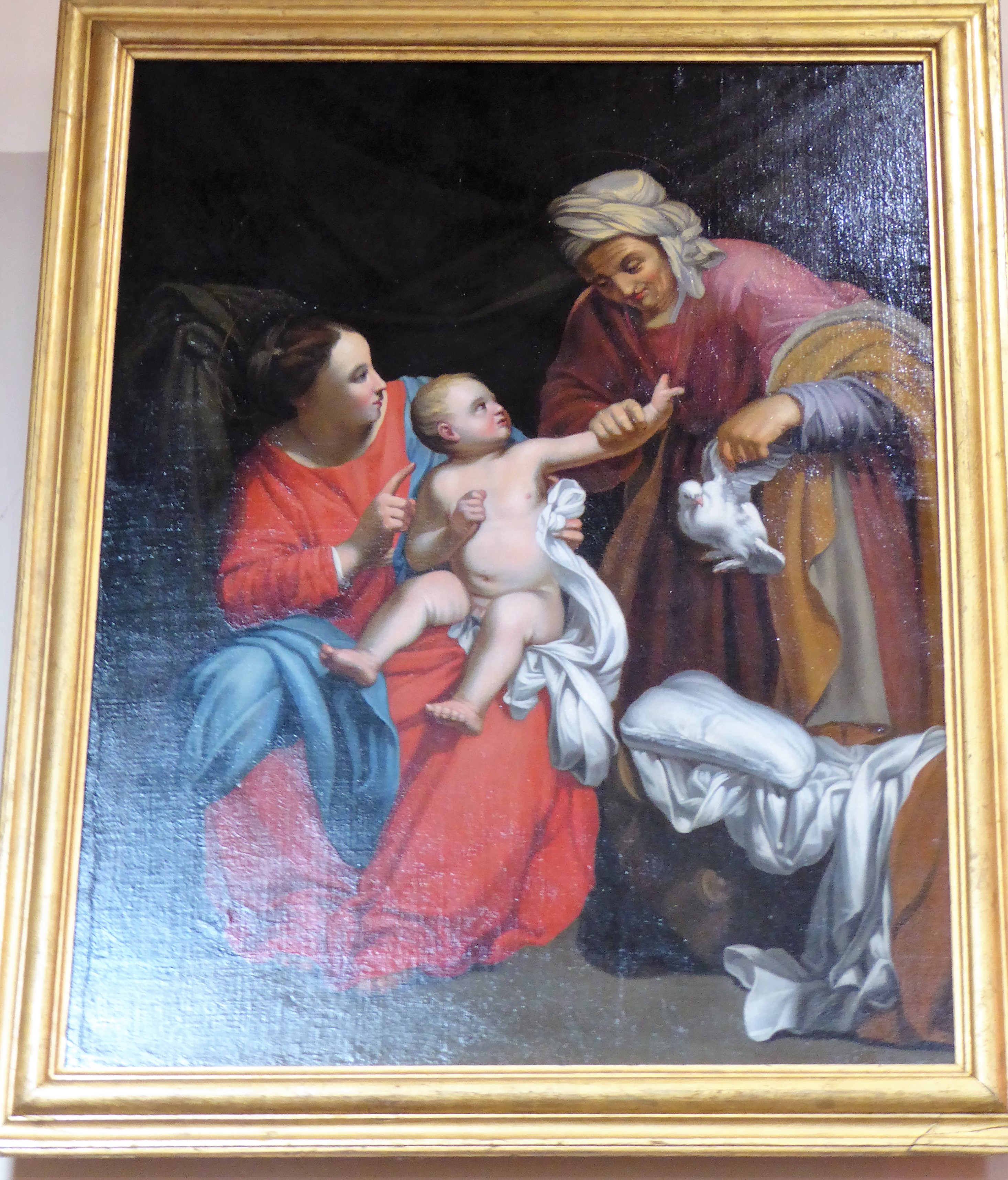
Vierge à l'Enfant avec sainte Anne tenant une colombe, XVIIe siècle  Classé MH (2005)[26].
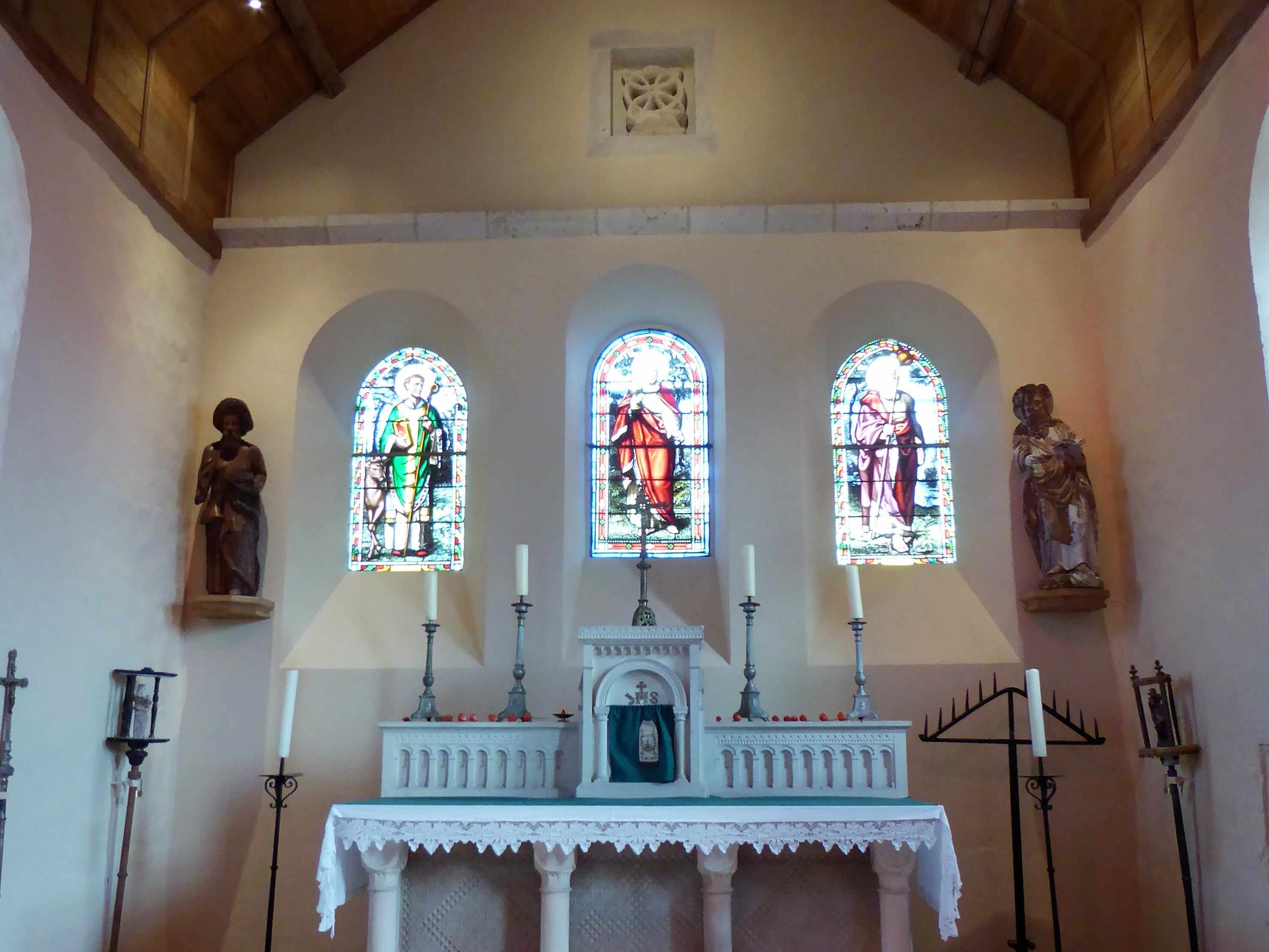
Chœur et mur de chevet.
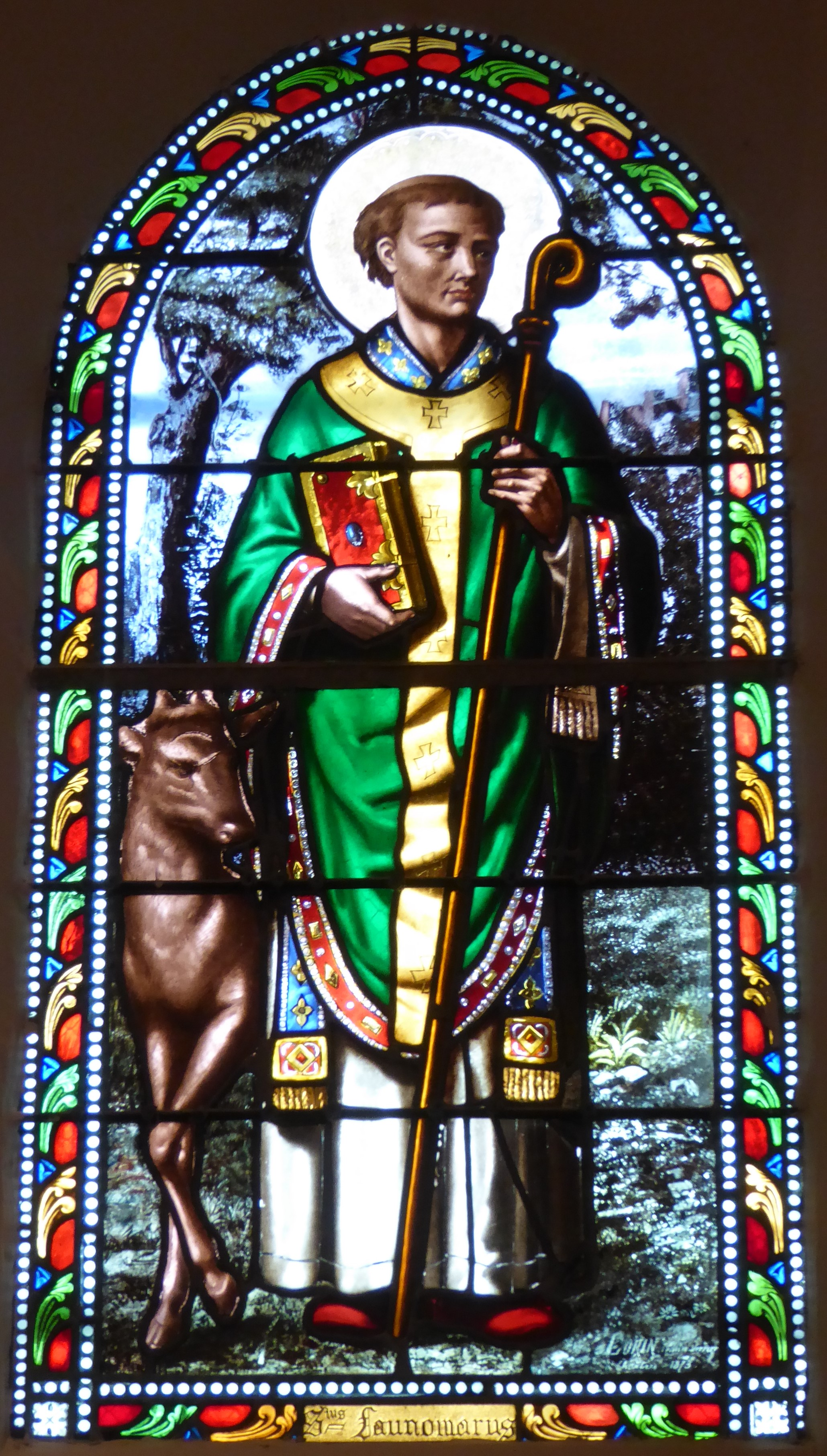
Saint Laumer, ateliers Lorin, 1873.
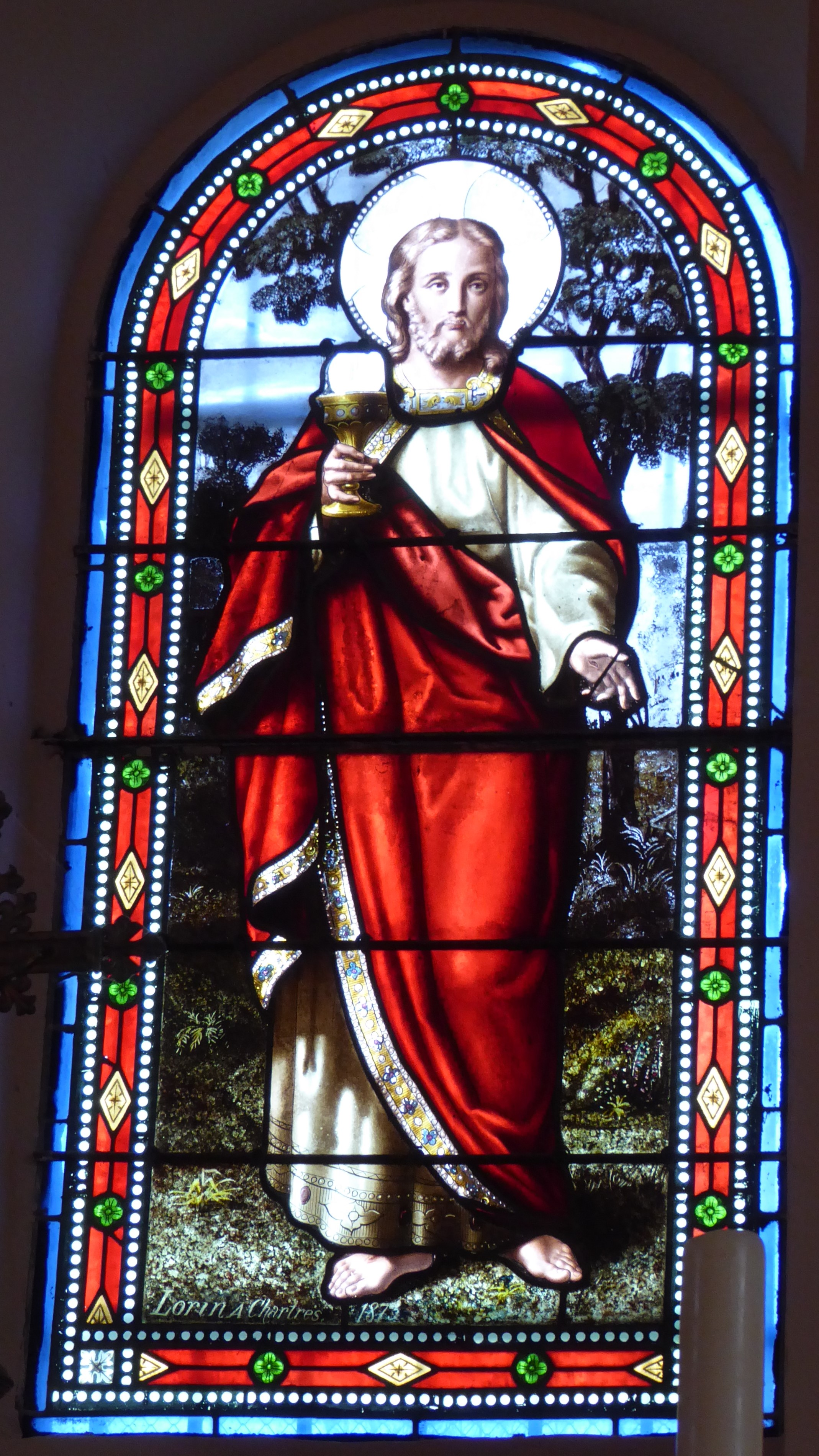
Jésus Christ par Lorin, 1873.
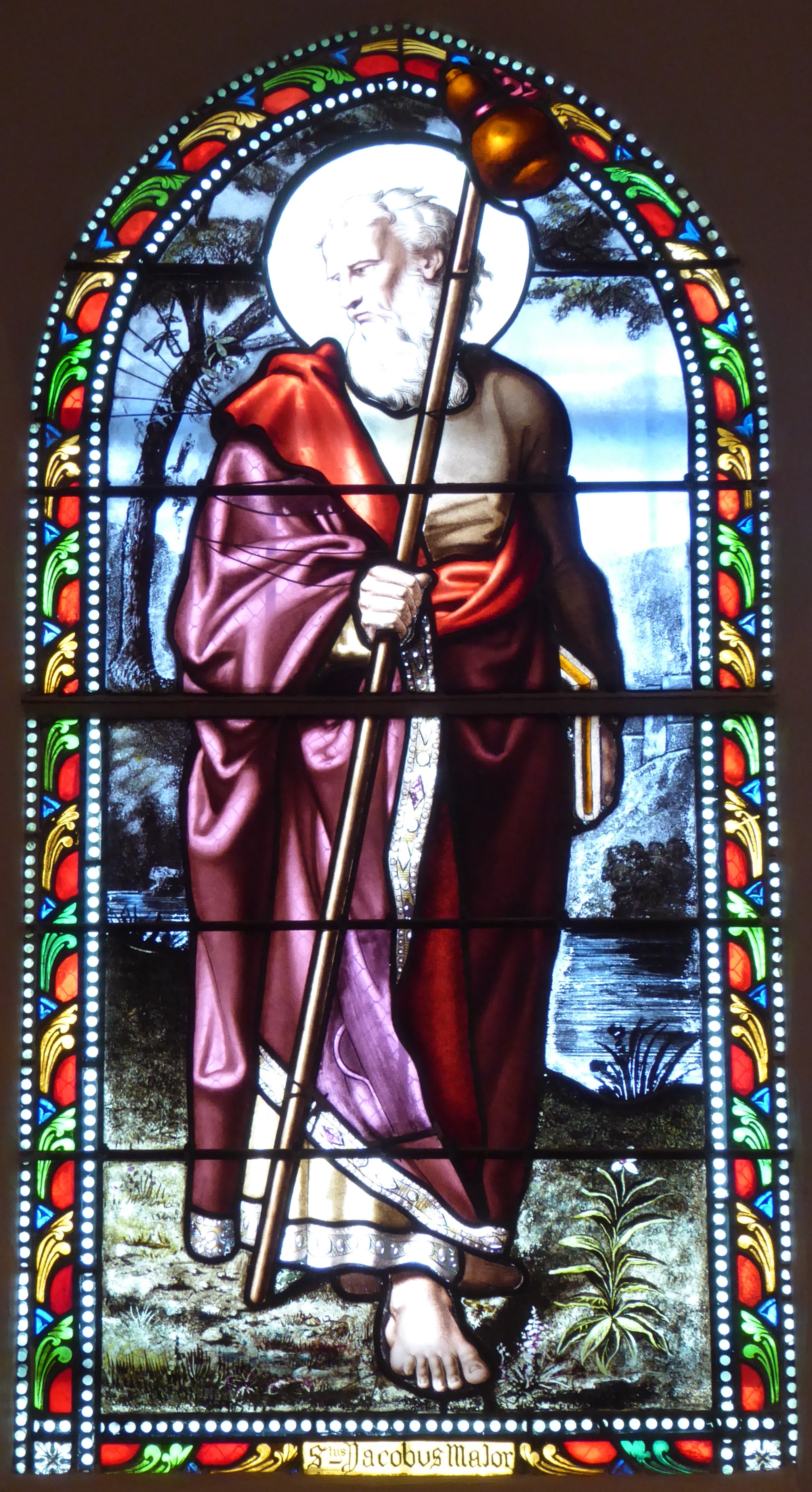
Saint Jacques le Majeur.

### Héraldique
| Blason de la commune de Barjouville | Les armes de la commune de Barjouville se blasonnent ainsi : D'or à la bande d'azur chargée de trois oies d'argent, accompagnée en chef de deux coquilles du même, rangées en bande, celle du chef brochant sur l'autre, et, en pointe de trois peupliers de sinople rangés en bande. |

La seigneurie de Barjouville appartenant à la famille de Trie pendant plus de soixante ans son blason (d'or à la bande d'azur) a été repris. Les oies et les peupliers font allusion à la prairie, les coquilles Saint-Jacques font référence à son église dédiée à saint Jacques de Compostelle.

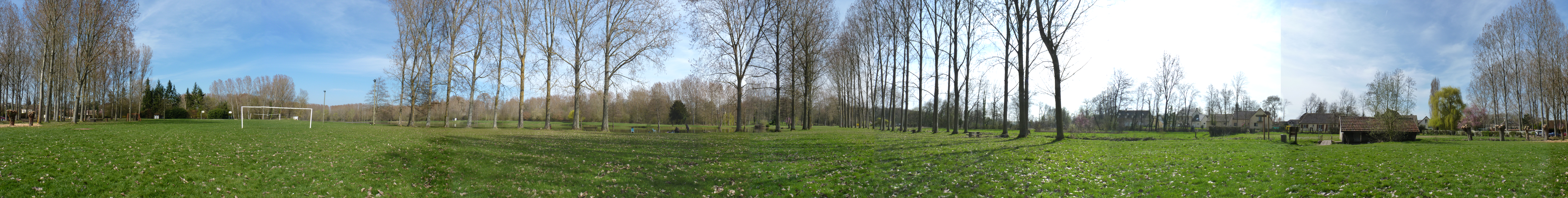
Vue panoramique de "La prairie" au bord de l'étang de Barjouville.